# Olympische Sommerspiele 2000/Teilnehmer (Polen)
| Gelbes Symbol für Goldmedaillen mit stilisierten Olympischen Ringen | Graues Symbol für Silbermedaillen mit stilisierten Olympischen Ringen | Braundes Symbol für Bronzemedaillen mit stilisierten Olympischen Ringen |
| ------------------------------------------------------------------- | --------------------------------------------------------------------- | ----------------------------------------------------------------------- |
| 6                                                                   | 5                                                                     | 3                                                                       |

Polen nahm an den Olympischen Sommerspielen 2000 in Sydney, Australien, mit einer Delegation von 187 Sportlern, 129 Männer und 58 Frauen, teil.

## Medaillengewinner

### Gold
| Name                           | Sportart       | Wettkampf                                               |
| ------------------------------ | -------------- | ------------------------------------------------------- |
| Robert Korzeniowski            | Leichtathletik | Männer, 20 Kilometer Gehen & Männer, 50 Kilometer Gehen |
| Szymon Ziółkowski              | Leichtathletik | Männer, Hammerwurf                                      |
| Kamila Skolimowska             | Leichtathletik | Frauen, Hammerwurf                                      |
| Renata Mauer                   | Schießen       | Frauen, Kleinkaliber, Dreistellungskampf                |
| Tomasz Kucharski & Robert Sycz | Rudern         | Männer, Leichtgewichts-Doppelzweier                     |

### Silber
| Name(n)                                                                           | Sportart     | Wettkampf                          |
| --------------------------------------------------------------------------------- | ------------ | ---------------------------------- |
| Sylwia Gruchała, Magdalena Mroczkiewicz, Anna Rybicka & Barbara Wolnicka-Szewczyk | Fechten      | Frauen, Florett, Mannschaft        |
| Szymon Kołecki                                                                    | Gewichtheben | Männer, Mittelschwergewicht        |
| Agata Wróbel                                                                      | Gewichtheben | Frauen, Superschwergewicht         |
| Paweł Baraszkiewicz & Daniel Jędraszko                                            | Kanu         | Männer, Zweier-Canadier, 500 Meter |
| Krzysztof Kołomański & Michał Staniszewski                                        | Kanu         | Männer, Zweier-Canadier, Slalom    |

### Bronze
| Name(n)                                                                   | Sportart | Wettkampf                        |
| ------------------------------------------------------------------------- | -------- | -------------------------------- |
| Dariusz Białkowski, Grzegorz Kotowicz, Adam Seroczyński & Marek Witkowski | Kanu     | Männer, Vierer-Kajak, 1000 Meter |
| Aneta Pastuszka & Beata Sokołowska                                        | Kanu     | Frauen, Zweier-Kajak, 500 Meter  |
| Leszek Blanik                                                             | Turnen   | Männer, Pferdsprung              |

## Teilnehmer nach Sportarten

### Badminton
- Katarzyna Krasowska
Frauen, Einzel: 1. Runde

- Michał Łogosz & Robert Mateusiak
Männer, Doppel: 2. Runde

### Basketball
- Damenteam
8. Platz

- Kader
Dorota Bukowska
Joanna Cupryś
Patrycja Czepiec
Katarzyna Dydek
Małgorzata Dydek
Edyta Koryzna
Ilona Mądra
Beata Predehl
Krystyna Szymańska-Lara
Elżbieta Trześniewska
Anna Wielebnowska
Sylwia Wlaźlak

### Bogenschießen
- Agata Bulwa
Frauen, Einzel: 37. Platz
Frauen, Mannschaft: 11. Platz

- Anna Łęcka
Frauen, Einzel: 13. Platz
Frauen, Mannschaft: 11. Platz

- Bartosz Mikos
Männer, Einzel: 23. Platz

- Joanna Nowicka
Frauen, Einzel: 8. Platz
Frauen, Mannschaft: 11. Platz

- Grzegorz Targoński
Männer, Einzel: 22. Platz

### Boxen
- Wojciech Bartnik
Schwergewicht: 1. Runde

- Mariusz Cendrowski
Halbweltergewicht: 1. Runde

- Paweł Kakietek
Mittelgewicht: 2. Runde

- Grzegorz Kiełsa
Superschwergewicht: 1. Runde

- Andrzej Rżany
Fliegengewicht: Viertelfinale

### Fechten
- Sylwia Gruchała
Frauen, Florett, Einzel: 13. Platz
Frauen, Florett, Mannschaft: Silber

- Norbert Jaskot
Männer, Säbel, Einzel: 26. Platz
Männer, Säbel, Mannschaft: 7. Platz

- Adam Krzesiński
Männer, Florett, Einzel: 26. Platz
Männer, Florett, Mannschaft: 4. Platz

- Sławomir Mocek
Männer, Florett, Einzel: 16. Platz
Männer, Florett, Mannschaft: 4. Platz

- Magdalena Mroczkiewicz
Frauen, Florett, Einzel: 14. Platz
Frauen, Florett, Mannschaft: Silber

- Anna Rybicka
Frauen, Florett, Einzel: 22. Platz
Frauen, Florett, Mannschaft: Silber

- Ryszard Sobczak
Männer, Florett, Einzel: 24. Platz
Männer, Florett, Mannschaft: 4. Platz

- Marcin Sobala
Männer, Säbel, Einzel: 24. Platz
Männer, Säbel, Mannschaft: 7. Platz

- Rafał Sznajder
Männer, Säbel, Einzel: 22. Platz
Männer, Säbel, Mannschaft: 7. Platz

- Barbara Wolnicka-Szewczyk
Frauen, Florett, Mannschaft: Silber

### Gewichtheben
- Mariusz Jędra
Männer, Schwergewicht: 9. Platz

- Aleksandra Klejnowska
Frauen, Leichtgewicht: 5. Platz

- Grzegorz Kleszcz
Männer, Schwergewicht: 8. Platz

- Szymon Kołecki
Männer, Mittelschwergewicht: Silber

- Paweł Najdek
Männer, Superschwergewicht: 7. Platz

- Beata Prei
Frauen, Leichtschwergewicht: 8. Platz

- Mariusz Rytkowski
Männer, Leichtschwergewicht: 9. Platz

- Krzysztof Siemion
Männer, Leichtschwergewicht: 4. Platz

- Agata Wróbel
Frauen, Superschwergewicht: Silber

### Hockey
- Herrenteam
12. Platz

- Kader
Tomasz Choczaj
Tomasz Cichy
Eugeniusz Gaczkowski
Rafał Grotowski
Robert Grzeszczak
Paweł Jakubiak
Zbigniew Juszczak
Aleksander Korcz
Dariusz Marcinkowski
Dariusz Małecki
Piotr Mikuła
Marcin Pobuta
Paweł Sobczak
Tomasz Szmidt
Krzysztof Wybieralski
Łukasz Wybieralski

### Judo
- Robert Krawczyk
Männer, Halbmittelgewicht: 1. Runde

- Rafał Kubacki
Männer, Schwergewicht: 2. Runde

- Jarosław Lewak
Männer, Leichtgewicht: Viertelfinale

- Beata Maksymowa
Frauen, Schwergewicht: Viertelfinale

- Paweł Nastula
Männer, Halbschwergewicht: 1. Runde

### Kanu
- Paweł Baraszkiewicz
Männer, Zweier-Canadier, 500 Meter: Silber 
Männer, Zweier-Canadier, 1000 Meter: 8. Platz

- Dariusz Białkowski
Männer, Vierer-Kajak, 1000 Meter: Bronze

- Aneta Białkowska-Michalak
Frauen, Vierer-Kajak, 500 Meter: 4. Platz

- Krzysztof Bieryt
Männer, Einer-Canadier, Slalom: 11. Platz

- Michał Gajownik
Männer, Einer-Canadier, 500 Meter: Vorläufe
Männer, Einer-Canadier, 1000 Meter: 8. Platz

- Rafał Głażewski
Männer, Einer-Kajak, 1000 Meter: 6. Platz

- Beata Grzesik
Frauen, Einer-Kajak, Slalom: 19. Platz

- Daniel Jędraszko
Männer, Einer-Canadier, 1000 Meter: Vorrunde
Männer, Zweier-Canadier, 500 Meter: Silber

- Krzysztof Kołomański
Männer, Zweier-Canadier, Slalom: Silber

- Grzegorz Kotowicz
Männer, Einer-Kajak, 500 Meter: 9. Platz
Männer, Vierer-Kajak, 1000 Meter: Bronze

- Sławomir Mordarski
Männer, Zweier-Canadier, Slalom: 6. Platz

- Aneta Pastuszka-Konieczna
Frauen, Zweier-Kajak, 500 Meter: Bronze 
Frauen, Vierer-Kajak, 500 Meter: 4. Platz

- Adam Seroczyński
Männer, Vierer-Kajak, 1000 Meter: Bronze

- Joanna Skowroń
Frauen, Vierer-Kajak, 500 Meter: 4. Platz

- Beata Sokołowska-Kulesza
Frauen, Zweier-Kajak, 500 Meter: Bronze 
Frauen, Vierer-Kajak, 500 Meter: 4. Platz

- Michał Staniszewski
Männer, Zweier-Canadier, Slalom: Silber

- Marek Twardowski
Männer, Zweier-Kajak, 500 Meter: 5. Platz
Männer, Zweier-Kajak, 1000 Meter: 8. Platz

- Elżbieta Urbańczyk
Frauen, Einer-Kajak, 500 Meter: 5. Platz

- Marek Witkowski
Männer, Vierer-Kajak, 1000 Meter: Bronze

- Andrzej Wójs
Männer, Zweier-Canadier, Slalom: 6. Platz

- Adam Wysocki
Männer, Zweier-Kajak, 500 Meter: 5. Platz
Männer, Zweier-Kajak, 1000 Meter: 8. Platz

### Leichtathletik
- Piotr Balcerzak
Männer, 100 Meter: Viertelfinale
Männer, 4 × 100 Meter: 8. Platz

- Jacek Bocian
Männer, 4 × 400 Meter: nur in den Vorläufen eingesetzt

- Lidia Chojecka
Frauen, 1500 Meter: 5. Platz

- Piotr Długosielski
Männer, 4 × 400 Meter: 6. Platz

- Piotr Gładki
Männer, Marathon: DNF

- Piotr Haczek
Männer, 400 Meter: Halbfinale
Männer, 4 × 400 Meter: 6. Platz

- Anna Jakubczak
Frauen, 1500 Meter: 6. Platz

- Paweł Januszewski
Männer, 400 Meter Hürden: 6. Platz

- Anna Jesień
Frauen, 400 Meter Hürden: Vorläufe

- Robert Korzeniowski
Männer, 20 Kilometer Gehen: Gold 
Männer, 50 Kilometer Gehen: Gold

- Marcin Kuszewski
Männer, 110 Meter Hürden: Vorläufe

- Tomasz Lipiec
Männer, 50 Kilometer Gehen: Vorläufe

- Robert Maćkowiak
Männer, 400 Meter: 5. Platz
Männer, 4 × 400 Meter: 6. Platz

- Roman Magdziarczyk
Männer, 50 Kilometer Gehen: 8. Platz

- Joanna Niełacna
Frauen, 4 × 100 Meter: Halbfinale

- Marcin Nowak
Männer, 100 Meter: Viertelfinale
Männer, 4 × 100 Meter: 8. Platz

- Maciej Pałyszko
Männer, Hammerwurf: 13. Platz in der Qualifikation

- Marzena Pawlak
Frauen, 4 × 100 Meter: Halbfinale

- Ryszard Pilarczyk
Männer, 4 × 100 Meter: 8. Platz

- Monika Pyrek
Frauen, Stabhochsprung: 7. Platz

- Zuzanna Radecka
Frauen, 200 Meter: Vorläufe
Frauen, 4 × 100 Meter: Halbfinale

- Katarzyna Radtke
Frauen, 20 Kilometer Gehen: DNF

- Agnieszka Rysiukiewicz
Frauen, 4 × 100 Meter: Halbfinale

- Piotr Rysiukiewicz
Männer, 400 Meter: Vorläufe
Männer, 4 × 400 Meter: 6. Platz

- Tomasz Ścigaczewski
Männer, 110 Meter Hürden: Halbfinale

- Kamila Skolimowska
Frauen, Hammerwurf: Gold

- Olgierd Stański
Männer, Diskuswurf: 29. Platz in der Qualifikation

- Dariusz Trafas
Männer, Speerwurf: 10. Platz

- Marcin Urbaś
Männer, 200 Meter: Viertelfinale
Männer, 4 × 100 Meter: 8. Platz

- Filip Walotka
Männer, 4 × 400 Meter: nur in den Vorläufen eingesetzt

- Urszula Włodarczyk
Frauen, Siebenkampf: 4. Platz

- Rafał Wójcik
Männer, 3000 Meter Hindernis: Vorläufe

- Krystyna Zabawska
Frauen, Kugelstoßen: 5. Platz

- Katarzyna Żakowicz
Frauen, Kugelstoßen: 18. Platz in der Qualifikation

- Szymon Ziółkowski
Männer, Hammerwurf: Gold

### Moderner Fünfkampf
- Paulina Boenisz
Frauen, Einzel: 5. Platz

- Dorota Idzi
Frauen, Einzel: 16. Platz

- Igor Warabida
Männer, Einzel: 15. Platz

### Radsport
- Piotr Chmielewski
Männer, Straßenrennen, Einzel: DNF

- Konrad Czajkowski
Männer, Sprint, Mannschaft: 10. Platz

- Marek Galiński
Männer, Mountainbike, Cross-Country: 21. Platz

- Grzegorz Krejner
Männer, 1000 Meter Zeitfahren: 7. Platz
Männer, Keirin: 2. Runde
Männer, Sprint, Mannschaft: 10. Platz

- Marcin Mientki
Männer, Sprint, Mannschaft: 10. Platz

- Zbigniew Piątek
Männer, Straßenrennen, Einzel: 47. Platz

- Piotr Przydział
Männer, Straßenrennen, Einzel: 57. Platz

- Bartłomiej Saczuk
Männer, Sprint, Einzel: 19. Platz in der Qualifikation

- Zbigniew Spruch
Männer, Straßenrennen, Einzel: 19. Platz

- Piotr Wadecki
Männer, Straßenrennen, Einzel: 7. Platz
Männer, Einzelzeitfahren: 31. Platz

### Rhythmische Sportgymnastik
- Agnieszka Brandebura
Frauen, Einzel: 13. Platz in der Qualifikation

### Ringen
- Mariusz Dąbrowski
Weltergewicht, Freistil: 18. Platz

- Marek Garmulewicz
Schwergewicht, Freistil: 4. Platz

- Dariusz Jabłoński
Bantamgewicht, griechisch-römisch: 19. Platz

- Marcin Jurecki
Mittelgewicht, Freistil: 8. Platz

- Artur Michalkiewicz
Mittelgewicht, griechisch-römisch: 9. Platz

- Marek Sitnik
Superschwergewicht, griechisch-römisch: 17. Platz

- Ryszard Wolny
Weltergewicht, griechisch-römisch: 7. Platz

- Andrzej Wroński
Schwergewicht, griechisch-römisch: 13. Platz

- Włodzimierz Zawadzki
Leichtgewicht, griechisch-römisch: 19. Platz

### Rudern
- Agnieszka Tomczak
Frauen, Einer: 8. Platz

- Piotr Basta & Piotr Bochenek
Männer, Zweier ohne Steuermann: 10. Platz

- Marek Kolbowicz & Adam Korol
Männer, Doppelzweier: 6. Platz

- Tomasz Kucharski & Robert Sycz
Männer, Leichtgewichts-Doppelzweier: Gold

- Elżbieta Kuncewicz & Ilona Mokronowska
Frauen, Leichtgewichts-Doppelzweier: 8. Platz

- Adam Bronikowski, Sławomir Kruszkowski, Karol Łazar & Michał Wojciechowski
Männer, Doppelvierer: 8. Platz

- Paweł Jarosiński, Artur Rozalski, Rafał Smoliński & Arkadiusz Sobkowiak
Männer, Vierer ohne Steuermann: 13. Platz

### Schießen
- Andrzej Głyda
Männer, Skeet: 14. Platz

- Krzysztof Kucharczyk
Männer, Schnellfeuerpistole: 7. Platz

- Renata Mauer-Różańska
Frauen, Luftgewehr: 15. Platz
Frauen, Kleinkaliber, Dreistellungskampf: Gold

- Jerzy Pietrzak
Männer, Luftpistole: 11. Platz
Männer, Freie Scheibenpistole: 9. Platz

- Mirosława Sagun
Frauen, Luftpistole: 16. Platz

### Schwimmen
- Otylia Jędrzejczak
Frauen, 100 Meter Schmetterling: 9. Platz
Frauen, 200 Meter Schmetterling: 5. Platz
Frauen, 4 × 100 Meter Lagen: 12. Platz

- Marcin Kaczmarek
Männer, 100 Meter Schmetterling: 26. Platz

- Bartosz Kizierowski
Männer, 50 Meter Freistil: 5. Platz
Männer, 100 Meter Freistil: 17. Platz
Männer, 100 Meter Rücken: 5. Platz

- Marek Krawczyk
Männer, 100 Meter Brust: 24. Platz
Männer, 200 Meter Brust: 18. Platz

- Aleksandra Miciul
Frauen, 100 Meter Rücken: 25. Platz
Frauen, 200 Meter Rücken: 23. Platz
Frauen, 4 × 100 Meter Lagen: 12. Platz

- Alicja Pęczak
Frauen, 100 Meter Brust: 21. Platz
Frauen, 200 Meter Brust: 15. Platz
Frauen, 4 × 100 Meter Lagen: 12. Platz

- Mariusz Siembida
Männer, 100 Meter Rücken: 20. Platz

- Anna Uryniuk
Frauen, 200 Meter Schmetterling: 26. Platz
Frauen, 4 × 100 Meter Lagen: 12. Platz

### Segeln
- Monika Bronicka
Frauen, Europe: 14. Platz

- Anna Gałecka
Frauen, Windsurfen: 11. Platz

- Maciej Grabowski
Laser: 7. Platz

- Mateusz Kusznierewicz
Männer, Finn-Dinghy: 4. Platz

- Przemysław Miarczyński
Männer, Windsurfen: 8. Platz

- Tomasz Jakubiak & Tomasz Stańczyk
Männer, 470er: 20. Platz

- Paweł Kacprowski & Paweł Kużmicki
49er: 12. Platz

### Tischtennis
- Lucjan Błaszczyk
Männer, Einzel: 3. Runde
Männer, Doppel: Viertelfinale

- Tomasz Krzeszewski
Männer, Einzel: Gruppenphase
Männer, Doppel: Viertelfinale

### Turnen
- Leszek Blanik
Männer, Einzelmehrkampf: 78. Platz in der Qualifikation
Männer, Pferdsprung: Bronze 
Männer, Barren: 72. Platz in der Qualifikation
Männer, Ringe: 57. Platz in der Qualifikation
Männer, Seitpferd: 73. Platz in der Qualifikation

- Joanna Skowrońska
Frauen, Einzelmehrkampf: 60. Platz in der Qualifikation
Frauen, Boden: 79. Platz in der Qualifikation
Frauen, Pferd: 76. Platz in der Qualifikation
Frauen, Stufenbarren: 73. Platz in der Qualifikation
Frauen, Schwebebalken: 77. Platz in der Qualifikation